# Ian Mahinmi
Ian Mahinmi (Rouen, Francuska, 5. studenog 1986.) je francuski košarkaš koji igra na pozicijama krilnog centra i centra a trenutno nastupa za momčad NBA prvaka Dallas Mavericksa.

## Počeci
Ian Mahinmi je rođen od oca Beninca (koji je pomagao drugim Afrikancima da emigriraju u Francusku) te majke Jamajčanke. Mahinmi je kao dijete davao prednost nogometu te se kasnije prebacio na košarku. U dobi od 14 godina bio je visok dva metra.

## Karijera

### Karijera u Francuskoj
Tijekom U-18 Europskog prvenstva koje se 2004. održalo u španjolskoj Zaragozi, Mahinmi je impresionirao međunarodne skautove. Tamo je prvi puta privukao pažnju Sama Prestija, skauta San Antonio Spursa.
Svoj prvi ugovor igrač je potpisao s Le Havreom u kojem je igrao tri sezone uz prosjek od 9,7 koševa i 5,2 skoka tijekom posljednje sezone. U ljeto 2006. Ian prelazi u Pau-Orthez u kojem je tijekom jedne provedene sezone u klubu imao prosjek od 4,3 koševa i 3,2 skoka. Mahimni je s Pau-Orthezom osvojio francuski kup.

### NBA karijera
Mahimnija su na NBA Draftu 2005. u prvoj rundi kao 28. picka na draftu odabrali San Antonio Spursi. Taj klupski potez je iznenadio mnoge dužnosnike lige i klubova jer igrač nije bio na popisu 128 potencijalnih igrača koji su kandidirali za ulazak na draft. Razlog zbog čega su ga SA Spursi doveli bila je potreba kluba za atletski jakim i velikim košarkašem nakon što se David Robinson igrački umirovio.
Igrajući za Spurse u ljetnoj ligi 2006., Mahimni je demonstrirao svoj atlecizam ali je imao problema kod skokova ili post pozicija bez prekršaja. U vrijeme igranja za Pau-Orthez, Spursi su u Francusku počeli slati kondicijske trenere koji su pratili igračev napredak. Mahinmi je u konačnici potpisao za Spurse 23. kolovoza 2007. ali je paralelno nastupao i za momčad Austin Toros iz NBA Development League. Igrač je uz prosjek od 17,1 koševa i 8,2 skokova doveo klub do samog finala prvenstva u kojem je Austin izgubio.
Svoj debi u NBA prvenstvu, Ian Mahimni je imao 30. listopada 2007. protiv Portland Trail Blazersa odigravši samo 74 sekundi te njegova statistika nije registrirana.
Košarkaš je za Dallas Maverickse potpisao 13. srpnja 2010. a svoj prvi double-double (12 koševa i 10 skokova u 21 minuta igre) je postigao 7. prosinca iste godine protiv Golden State Warriorsa. Najviše koševa (17) u NBA-u igrač je postigao 15. siječnja 2011. u utakmici protiv Memphis Grizzliesa.
Tijekom NBA finala 2011. protiv Miami Heata, francuski košarkaš je postigao ključne skokove u napadu te je Mahinmi osvojio svoj prvi NBA prsten s Dallasom.

## NBA statistika

### Regularni dio
| Godina    | Klub        | Odig. uta. | Uta. poč. | Min. | 2P%  | 3P%  | Sl. bac.% | Skok. | Asist. | Ukr. lop. | Blok. | Koševa |
| --------- | ----------- | ---------- | --------- | ---- | ---- | ---- | --------- | ----- | ------ | --------- | ----- | ------ |
| 2007./08. | San Antonio | 6          | 0         | 3.8  | .500 | .000 | 1.000     | .8    | .2     | .0        | .7    | 3.5    |
| 2009./10. | San Antonio | 28         | 0         | 6.3  | .636 | .000 | .660      | 2.0   | .1     | .1        | .3    | 3.9    |
| 2010./11. | Dallas      | 56         | 0         | 8.7  | .561 | .000 | .768      | 2.1   | .1     | .2        | .3    | 3.1    |
| Ukupno    |             | 88         | 0         | 7.7  | .582 | .000 | .746      | 2.0   | .1     | .2        | .3    | 3.4    |

### Doigravanje
| Godina    | Klub        | Odig. uta. | Uta. poč. | Min. | 2P%  | 3P%  | Sl. bac.% | Skok. | Asist. | Ukr. lop. | Blok. | Koševa |
| --------- | ----------- | ---------- | --------- | ---- | ---- | ---- | --------- | ----- | ------ | --------- | ----- | ------ |
| 2009./10. | San Antonio | 2          | 0         | 9.5  | .500 | .000 | .750      | 1.0   | .0     | .0        | .5    | 4.5    |
| 2010./11. | Dallas      | 6          | 0         | 5.5  | .600 | .000 | .556      | 1.0   | .0     | .2        | .0    | 1.8    |
| Ukupno    |             | 8          | 0         | 6.4  | .545 | .000 | .615      | 1.0   | .0     | .1        | .1    | 2.5    |

## Vanjske poveznice
- Profil košarkaša na NBA.com